# Salinas de Ambargasta
Las Salinas de Ambargasta es un salar ubicado en el centro-norte de la República Argentina, el cual posee una superficie de 4200 km², repartida entre la provincia de Córdoba y la provincia de Santiago del Estero.

## Ubicación
Junto con las Salinas Grandes (4700 km²), Salinas La Antigua (410 km²) y las Salinas de San Bernardo (7,2 km²) forman la Cuenca Saliniana, marcando el límite entre las regiones geográficas conocidas como el Chaco Austral y las Sierras Pampeanas. Se hallan en una zona de depresión situada al sur del río Dulce.
Administrativamente se encuentran hacia el sudoeste de la provincia de Santiago del Estero en los departamentos Ojo de Agua y Choya y hacia el norte de la provincia de Córdoba en parte de los departamentos Tulumba y Sobremonte.